# Zörnigall
Zörnigall è una frazione della città tedesca di Zahna-Elster.